# Шульце-Кнабе, Ева

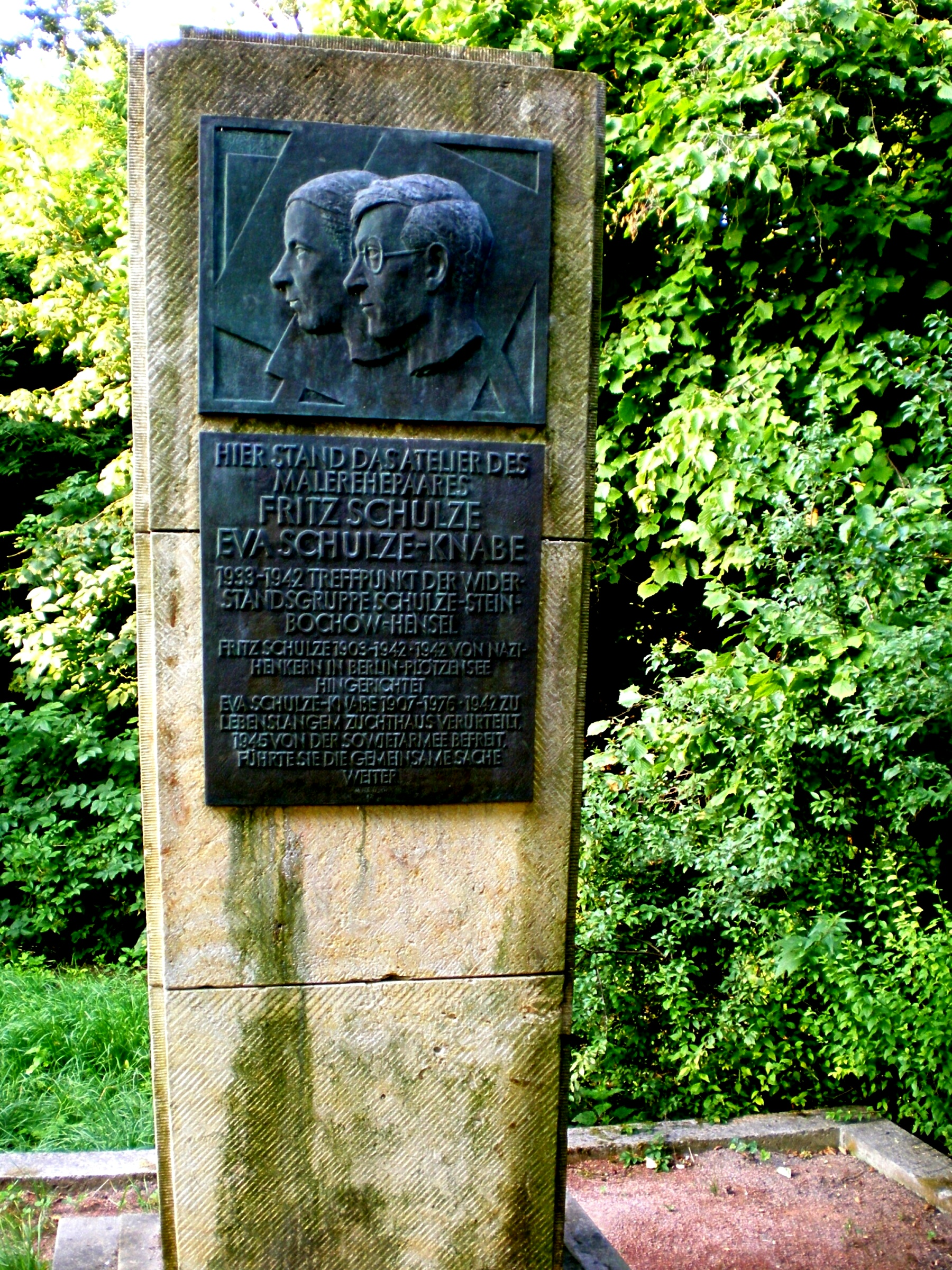
Памятник Фрицу Шульце и Еве Шульце-Кнабе в Дрездене

Ева Шульце-Кнабе (нем. Eva Schulze-Knabe, 11 мая 1907, Пирна — 15 июля 1976, Дрезден) — немецкая художница и график, участница антифашистского Сопротивления в Германии.

## Жизнь и творчество
Изучала рисунок в 1924—1926 годах в Лейпциге и с 1928 по 1932 год в Академии искусств Дрездена. С 1929 года — член художественной группы Asso (Ассоциация революционного изобразительного искусства). В 1931 году вступает в Коммунистическую партию Германии. В том же году выходит замуж за художника Фрица Шульце. После прихода к власти в Германии национал-социалистов Ева Шульце-Кнабе, вместе с товарищами по движению пытается сохранить в подполье структуры запрещённой КПГ. В 1933 году она впервые была арестована и заключена в концлагерь Хонштейн (KZ Hohnstein). Через полгода отпущенная на свободу, в 1941 году Ева вновь включается в борьбу с нацизмом. В 1942 году опять схваченная, она приговаривается «народным судом» к пожизненному заключению. Муж её Фриц в том же году был убит в концлагере (казнён, ныне «Место памяти Берлин-Плётцензее»).
После освобождения Германии в 1945 году была выпущена из концлагеря Вальдхайм (Zuchthaus Waldheim), затем жила и работала как свободный художник в Дрездене. С 1948 года преподавала живопись в Нидерзедлице.
Автор многих полотен на политическую тематику, оставила также серию автопортретов, настенные панно. Отмечена наградами и премиями Германской Демократической Республики.

## Награды
- Дважды Отечественным орденом «За заслуги» (Орден «За заслуги перед Отечеством» (ГДР))
- Национальная премия ГДР (1969)
- 1930 художественная премия города Дрезден
- 1959 премия Мартина Андерсена-Нексё города Дрезден
- 1972 почётный гражданин города Пирна
- 1984 в дрезденском районе Рейк её именем названа улица